# Robotno
Robotno – osada leśna w Polsce położona w województwie kujawsko-pomorskim, w powiecie brodnickim, w gminie Zbiczno, na obszarze Brodnickiego Parku Krajobrazowego.
W latach 1975–1998 miejscowość administracyjnie należała do województwa toruńskiego.